# TR-196
TR-196 (del inglés Informe Técnico 196) es una especificación técnica del Broadband Forum. El propósito de este Informe Técnico es especificar el modelo de datos para el Punto de Acceso Femto (FAP) para propósitos de administración remota que utilizan el protocolo de gestión remota de CPEs TR-069.

## Detalles
Como protocolo bidireccional basado en SOAP/HTTP, proporciona la comunicación entre equipamiento de premisas de cliente (CPE) y Servidores de Auto Configuración (ACS). TR-069 es más genérico y gestiona varios dispositivos como módems, routers, pasarelas, Set-top boxes y teléfonos VoIP. El objetivo primario de TR-196 es proporcionar un modelo de datos muy concreto para los puntos de acceso Femto (FAP).